# 1979-es magyar úszóbajnokság
Az 1979-es magyar úszóbajnokságot júliusban rendezték meg a Komjádi Béla Sportuszodában. A versenyeken minden 12 éven felüli úszó indulhatott, aki teljesítette az előírt szintidőt. A bajnokság lebonyolítási rendje megegyezett a moszkvai olimpia úszóversenyeinek menetrendjével.

## Eredmények

### Férfiak
| Versenyszám            | Arany                                                                | Arany    | Ezüst                                                               | Ezüst    | Bronz                                                                | Bronz    |
| ---------------------- | -------------------------------------------------------------------- | -------- | ------------------------------------------------------------------- | -------- | -------------------------------------------------------------------- | -------- |
| 100 m gyorsúszás       | Kormos István Ferencvárosi TC                                        | 54,13    | Kovács Ottó KSI                                                     | 54,38    | Mészáros Gábor Bp. Honvéd                                            | 54,80    |
| 200 m gyorsúszás       | Nagy Sándor Újpesti Dózsa                                            | 1:54,92  | Kovács Ottó KSI                                                     | 1:55,89  | Wladár Zoltán Újpesti Dózsa                                          | 1:56,63  |
| 400 m gyorsúszás       | Nagy Sándor Újpesti Dózsa                                            | 3:58,59  | Wladár Zoltán Újpesti Dózsa                                         | 4:00,87  | Koczka István Bp. Honvéd                                             | 4:04,93  |
| 1500 m gyorsúszás      | Wladár Zoltán Újpesti Dózsa                                          | 15:28,03 | Koczka István Bp. Honvéd                                            | 15:44,89 | Nagy Sándor Újpesti Dózsa                                            | 16:33,36 |
| 100 m hátúszás         | Verrasztó Zoltán Bp. Honvéd                                          | 58,51    | Wladár Sándor KSI                                                   | 59,00    | Molnár Gábor Bp. Spartacus                                           | 1:00,44  |
| 200 m hátúszás         | Wladár Sándor KSI                                                    | 2:02,67  | Verrasztó Zoltán Bp. Honvéd                                         | 2:04,02  | Molnár Gábor Bp. Spartacus                                           | 2:08,57  |
| 100 m mellúszás        | Dzvonyár János Bp. Spartacus                                         | 1:04,58  | Vermes Albán Újpesti Dózsa                                          | 1:06,34  | Kovács József Bp. Spartacus                                          | 1:10,83  |
| 200 m mellúszás        | Vermes Albán Újpesti Dózsa                                           | 2:20,20  | Dzvonyár János Bp. Spartacus                                        | 2:23,00  | Hargitay András Bp. Honvéd                                           | 2:28,50  |
| 100 m pillangóúszás    | Verrasztó Zoltán Bp. Honvéd                                          | 57,31    | Hargitay András Bp. Honvéd                                          | 58,22    | Mészáros Gábor Bp. Honvéd                                            | 59,13    |
| 200 m pillangóúszás    | Sós Csaba Bp. Honvéd                                                 | 2:04,31  | Mikola Tamás Bp. Honvéd                                             | 2:05,66  | Mészáros Gábor Bp. Honvéd                                            | 2:06,21  |
| 200 m vegyes úszás     | Verrasztó Zoltán Bp. Honvéd                                          | 2:07,62  | Sós Csaba Bp. Honvéd                                                | 2:09,25  | Hargitay András Bp. Honvéd                                           | 2:09,41  |
| 400 m vegyes úszás     | Verrasztó Zoltán Bp. Honvéd                                          | 4:28,37  | Hargitay András Bp. Honvéd                                          | 4:29,51  | Sós Csaba Bp. Honvéd                                                 | 4:30,02  |
| 4 × 100 m gyorsváltó   | Újpesti Dózsa Wladár Zoltán László Frigyes Gulyás János Nagy Sándor  | 3:39,42  | Bp. Honvéd Hargitay András Koczka István Sós Csaba Verrasztó Zoltán | 3:39,45  | Bp. Spartacus Süveg Béla Szondi György Marton Zsigmond Molnár Gábor  | 3:46,94  |
| 4 × 200 m gyorsváltó   | Bp. Honvéd Koczka István Sós Csaba Hargitay András Verrasztó Zoltán  | 7:50,11  | Újpesti Dózsa Nagy Sándor Vermes Albán László Frigyes Wladár Zoltán | 7:54,85  | Ferencvárosi TC Horváth Zsolt Sáthy István Villám Attila Besze Gábor | 8:08,04  |
| 4 × 100 m vegyes váltó | Bp. Spartacus Molnár Gábor Dzvonyár János Marton Zsigmond Süveg Béla | 3:59,27  | Bp. Honvéd Wierdl Máté Hargitay András Sós Csaba Verrasztó Zoltán   | 3:59,34  | Ferencvárosi TC Bezzeg Péter Molnár Róbert Besze Gábor Kormos István | 3:59,34  |

### Nők
| Versenyszám            | Arany                                                         | Arany   | Ezüst                                                                           | Ezüst   | Bronz                                                             | Bronz   |
| ---------------------- | ------------------------------------------------------------- | ------- | ------------------------------------------------------------------------------- | ------- | ----------------------------------------------------------------- | ------- |
| 100 m gyorsúszás       | Fodor Ágnes Eger SE                                           | 59,30   | Verrasztó Gabriella KSI                                                         | 1:00,42 | Ardai Andrea KSI                                                  | 1:00,52 |
| 200 m gyorsúszás       | Fodor Ágnes Eger SE                                           | 2:07,65 | Ardai Andrea KSI                                                                | 2:11,16 | Nagy Katalin Vasas SC                                             | 2:13,81 |
| 400 m gyorsúszás       | Gulyás Klára Bp. Spartacus                                    | 4:26,77 | Miklósfalvi Éva BVSC                                                            | 4:31,63 | Verrasztó Gabriella KSI                                           | 4:34,75 |
| 800 m gyorsúszás       | Gulyás Klára Bp. Spartacus                                    | 9:08,61 | Miklósfalvi Éva BVSC                                                            | 9:15,67 | Wierdl Zsuzsa KSI                                                 | 9:26,66 |
| 100 m hátúszás         | Fodor Ágnes Eger SE                                           | 1:04,48 | Verrasztó Gabriella KSI                                                         | 1:04,95 | Kálmán Andrea Bp. Honvéd                                          | 1:07,13 |
| 200 m hátúszás         | Verrasztó Gabriella KSI                                       | 2:17,67 | Fodor Ágnes Eger SE                                                             | 2:18,63 | Kálmán Andrea Bp. Honvéd                                          | 2:21,11 |
| 100 m mellúszás        | Kindl Gabriella Bp. Spartacus                                 | 1:14,31 | Kertész Zsuzsa Bp. Honvéd                                                       | 1:20,30 | Kovács Katalin Volán                                              | 1:20,57 |
| 200 m mellúszás        | Kindl Gabriella Bp. Spartacus                                 | 2:44,14 | Kertész Zsuzsa Bp. Honvéd                                                       | 2:48,79 | Gulyás Klára Bp. Spartacus                                        | 2:50,01 |
| 100 m pillangóúszás    | Miklósfalvi Éva BVSC                                          | 1:04,67 | Gulyás Klára Bp. Spartacus                                                      | 1:05,38 | Szlavitsek Gizella Újpesti Dózsa                                  | 1:06,07 |
| 200 m pillangóúszás    | Miklósfalvi Éva BVSC                                          | 2:18,90 | Szlavitsek Gizella Újpesti Dózsa                                                | 2:22,28 | Gulyás Klára Bp. Spartacus                                        | 2:24,18 |
| 200 m vegyes úszás     | Verrasztó Gabriella KSI                                       | 2:21,71 | Gulyás Klára Bp. Spartacus                                                      | 2:25,32 | Kálmán Andrea Bp. Honvéd                                          | 2:28,23 |
| 400 m vegyes úszás     | Gulyás Klára Bp. Spartacus                                    | 4:57,79 | Verrasztó Gabriella KSI                                                         | 4:57,83 | Miklósfalvi Éva BVSC                                              | 5:09,56 |
| 4 × 100 m gyorsváltó   | KSI Ardai Andrea Oláh Márta Wierdl Zsuzsa Verrasztó Gabriella | 4:05,88 | Eger SE Pelle Judit Lázár Rita Nagy Andrea Fodor Ágnes                          | 4:06,35 | BVSC Záborszky Ildikó Kókai Ildikó Németh Lívia Miklósfalvi Éva   | 4:11,39 |
| 4 × 100 m vegyes váltó | Eger SE Fodor Ágnes Koncz Csilla Nagy Andrea Pelle Judit      | 4:36,62 | Bp. Spartacus Gulyás Klára Kindl Gabriella Várkonyi Gabriella Szedlmayer Ildikó | 4:37,52 | KSI Virágh Katalin Verrasztó Gabriella Wierdl Zsuzsa Ardai Andrea | 4:41,07 |

## Csúcsok
A bajnokság során az alábbi csúcsok születtek:
| Esemény                       | Idő      | Név                                                       | Csapat          | Csúcs                               |
| ----------------------------- | -------- | --------------------------------------------------------- | --------------- | ----------------------------------- |
| Férfi 200 méteres gyorsúszás  | 1:54,92  | Nagy Sándor                                               | Újpesti Dózsa   | Országos felnőtt                    |
| Férfi 200 méteres gyorsúszás  | 1:55,89  | Kovács Ottó                                               | KSI             | Országos ifjúsági                   |
| Férfi 800 méteres gyorsúszás  | 8:13,62  | Wladár Zoltán                                             | Újpesti Dózsa   | Országos felnőtt                    |
| Férfi 1500 méteres gyorsúszás | 15:28,03 | Wladár Zoltán                                             | Újpesti Dózsa   | Országos felnőtt                    |
| Férfi 100 méteres hátúszás    | 59,00    | Wladár Sándor                                             | KSI             | Országos serdülő                    |
| Férfi 200 méteres hátúszás    | 2:02,67  | Wladár Sándor                                             | KSI             | Országos felnőtt, ifjúsági, serdülő |
| Férfi 200 méteres mellúszás   | 2:20,20  | Vermes Albán                                              | Újpesti Dózsa   | Országos felnőtt                    |
| Férfi 200 méteres mellúszás   | 2:23,00  | Dzvonyár János                                            | Bp. Spartacus   | Országos ifjúsági                   |
| Férfi 4 × 200 m gyorsváltó    | 8:08,04  | Horváth Zsolt Sáthy István Villám Attila Besze Gábor      | Ferencvárosi TC | Országos ifjúsági                   |
| Férfi 4 × 100 m vegyes váltó  | 3:59,27  | Molnár Gábor Dzvonyár János Marton Zsigmond Süveg Béla    | Bp. Spartacus   | Országos ifjúsági                   |
| Női 200 méteres gyorsúszás    | 2:07,65  | Fodor Ágnes                                               | Eger SE         | Országos felnőtt, ifjúsági, serdülő |
| Női 100 méteres hátúszás      | 1:04,48  | Fodor Ágnes                                               | Eger SE         | Országos felnőtt, ifjúsági, serdülő |
| Női 200 méteres hátúszás      | 2:17,67  | Verrasztó Gabriella                                       | KSI             | Országos felnőtt, ifjúsági          |
| Női 200 méteres pillangóúszás | 2:18,90  | Miklósfalvi Éva                                           | BVSC            | Országos felnőtt                    |
| Női 200 méteres pillangóúszás | 2:24,18  | Gulyás Klára                                              | Bp. Spartacus   | Országos gyermek                    |
| Női 100 méteres mellúszás     | 1:14,65  | Kindl Gabriella                                           | Bp. Spartacus   | Országos felnőtt, ifjúsági, serdülő |
| Női 100 méteres mellúszás     | 1:14,31  | Kindl Gabriella                                           | Bp. Spartacus   | Országos felnőtt, ifjúsági, serdülő |
| Női 200 méteres vegyes úszás  | 2:21,71  | Verrasztó Gabriella                                       | KSI             | Országos felnőtt, ifjúsági          |
| Női 4 × 100 m gyorsváltó      | 4:05,88  | Ardai Andrea Oláh Márta Wierdl Zsuzsa Verrasztó Gabriella | KSI             | Országos ifjúsági                   |
| Női 4 × 100 m gyorsváltó      | 4:17,34  | Kálmán Andrea Kertész Zsuzsa Rakolczai Erika Miklós Judit | Bp. Honvéd      | Országos gyermek                    |